# Selecționata de fotbal a Insulei Sark
Selecționata de fotbal a Insulei Sark reprezintă Insula Sark  în fotbalul internațional și este controlată de Asociația de Fotbal din Insula Sark. Nu este afiliată nici la FIFA și nici la UEFA.
A luat parte la Jocurile Islandei în 2003, unde a primit 70 de goluri și nu a înscris nici unul.

## Meciuri selectate
| Data        | Stadion                           | Gazdă | Adversar     | Scor   |
| ----------- | --------------------------------- | ----- | ------------ | ------ |
| 29 iun 2003 | Jocurile Islandei 2003 - Guernsey | Sark  | Gibraltar    | 0 - 19 |
| 30 iun 2003 | Jocurile Islandei 2003 - Guernsey | Sark  | Insula Wight | 0 - 20 |
| 1 iul 2003  | Jocurile Islandei 2003 - Guernsey | Sark  | Groenlanda   | 0 - 16 |
| 3 iul 2003  | Jocurile Islandei 2003 - Alderney | Sark  | Frøya        | 0 - 15 |

## Lot
- ADAMS Kevin
- BOERENBEKER Rob
- BURLETSON Leon (P)
- COULDRIDGE Simon
- DEWE Darren
- DEWSBURY Richard Barrie
- DOLAN Wayne
- DOLPH Joshua
- DRILLOT Christopher
- ELMONT Simon
- FORBES Stuart
- GILL Rowan
- GUILLE Peter
- HAMON Gary
- JOYNER Matt
- LEWIS Jason
- MCMULLEN Kevin
- NEVILLE James
- SOUTHERN Ian
- STOKES Matthew
- WEEKS John